# Hauban (construction)
Pour les articles homonymes, voir Hauban.

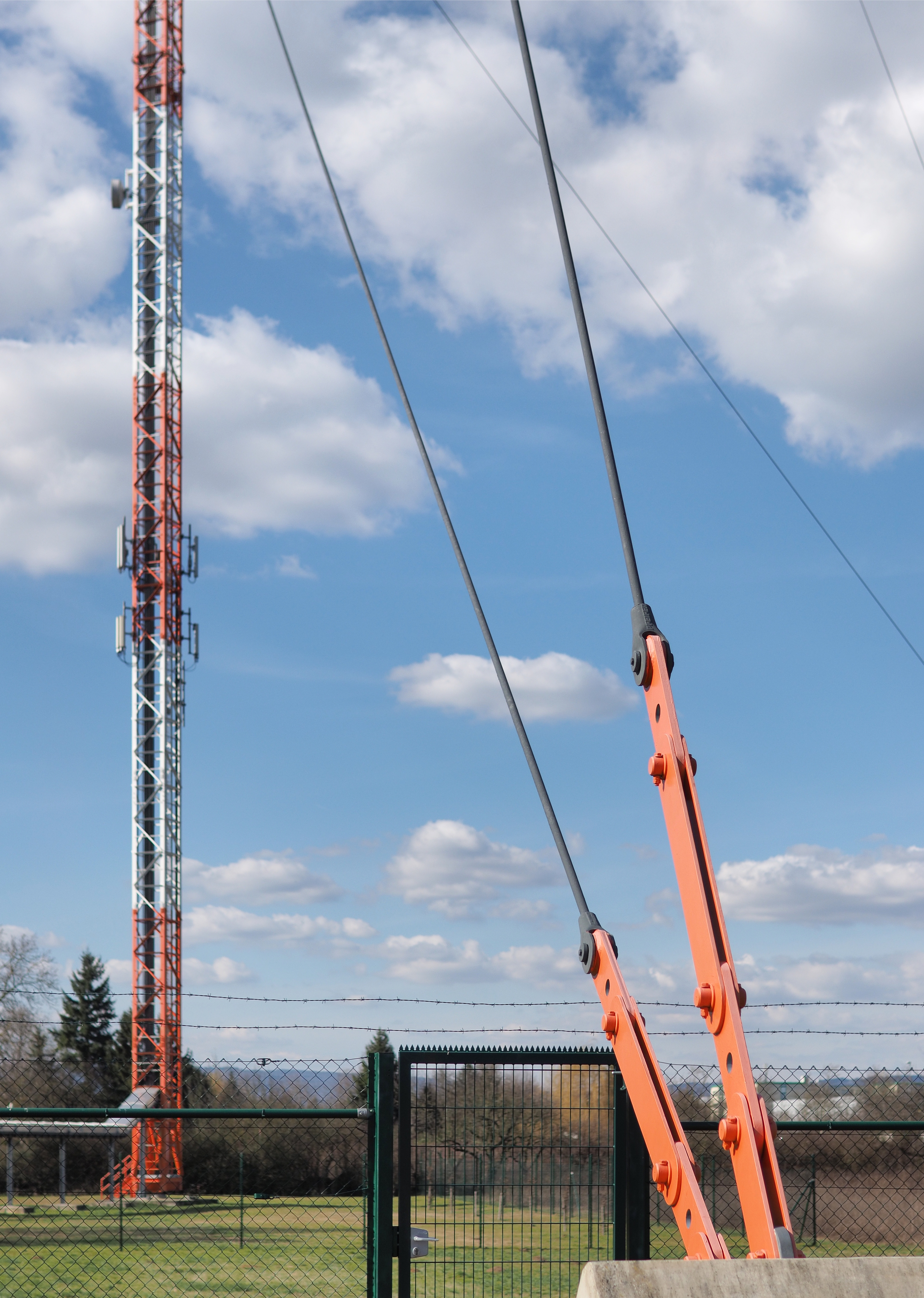
Utilisation de hauban à Cassel en Allemagne

Le hauban est une barre ou un câble en traction pure servant à maintenir la forme ou la position d'une poutre.

## Génie civil
En génie civil, le hauban est, le plus souvent, un assemblage en toron de câbles en acier destiné à soutenir le tablier d'un pont et à répartir les efforts. Le hauban est fixé, d'un côté, à un pylône constituant du pont et au tablier à son autre extrémité.
On parle également de haubans pour qualifier les câbles ou guindes qui maintiennent un chapiteau de type toile tendue en tension ou pour stabiliser une antenne de télécommunication.

## Construction aéronautique
Les débuts de l'aéronautique se sont faits sur des avions dont les ailes étaient consolidées à l'aide  de haubans. C'est notamment le cas pour les monoplans, biplans et les triplans. Dans ce cas les haubans répartissent les efforts supportés par la voilure et ses liaisons avec le fuselage.
Les haubans peuvent être réalisés en câbles métalliques tendus (SPAD S.VII par exemple) ou en structure métallique creuse (Twin Otter par exemple). Lorsque l'aile est fixée sans haubans en partie supérieure du fuselage, on parle d'aile cantilever.

## Horticulture
Le haubanage est une technique horticole utilisée pour guider des arbres ou arbustes quand un tuteur ne peut pas être utilisé. C'est typiquement le cas pour les arbres très touffus dont la ramure est trop proche du sol.
Un autre type de hauban qui est couramment utilisé dans les arbres a pour fonction, celui-là, de retenir ensemble deux branches qui risquent de se séparer à leur point de jonction. La fiabilité d'un hauban étant inversement proportionnelle au nombre de pièces mobiles qui le composent, il est préférable et généralement possible de choisir un type de haubanage qui ne comporte que quatre pièces de quincaillerie, soit : deux vis à œil, un bout de câble et un serre-câble.

## Cyclisme
Les haubans sont les deux tubes inclinés qui constituent avec les bases (tubes horizontaux) la partie arrière du cadre d'une bicyclette. C'est à leur extrémité que se fixe la roue arrière, formant à l'arrière du vélo l'équivalent de la fourche à l'avant.